# Yokosuka E14Y
Die Yokosuka E14Y (alliierter Codename Glen; japanisch 零式小型水上偵察機) war ein kleines, katapultstartfähiges Schwimmer-Aufklärungsflugzeug der Kaiserlich Japanischen Marine aus der Zeit des Zweiten Weltkrieges, das von großen Hochsee-U-Booten und U-Kreuzern aus eingesetzt wurde. Die Flugzeuge gehörten zur Ausstattung der U-Boote mit den Kennungen I-7 bis I-11 sowie I-15 bis  I-35. Die Maschinen wurden dabei in einem in Bugrichtung ausgerichteten, vor dem U-Boot-Turm eingebauten und druckfesten Flugzeughangar mitgeführt (wobei die Tragflächen und die Schwimmer während des Transportes im Hangar abmontiert waren) und im Einsatz mithilfe eines zwischen dem Hangar und dem Bug fest installierten, 20 Meter langen Flugzeugkatapultes gestartet. Nach Abschluss einer Unternehmung und nach der Rückkehr zum U-Boot, landete die Maschine neben diesem und wurde von einem Kran wieder an Bord genommen. 

## Entwicklungs- und Einsatzgeschichte
Zu Beginn der 1930er Jahre verlangte die Kaiserlich Japanische Marine nach der Entwicklung eines kleinen Aufklärungsflugzeuges, das von großen U-Booten aus operieren können sollte. Mit dieser Aufgabe wurde die technische Entwicklungsabteilung des Arsenals der Marineflieger in Yokosuka (japanisch 海軍航空技術廠, Kaigun Kōkū Gijutsu-shō), einem Ableger der staatlichen Marinewerft Yokosuka, betraut. Der Erstflug des von Mitsuo Yamada konstruierten neuen Modells erfolgte im September 1939. Allerdings litten die Prototypen noch unter Stabilitätsschwierigkeiten, die erst im Frühjahr 1940 beseitigt werden konnten.  
Die ersten Einsätze fanden im Spätjahr 1941 statt. Im Kontext von japanischen U-Boot-Operationen wurde das Flugzeug in der Frühphase des Krieges im Pazifik beziehungsweise vor allem im Jahr 1942 sowohl über den Küstengebieten der Vereinigten Staaten als auch über Australien eingesetzt, hierbei absolvierten die Maschinen im Februar 1942 auch Beobachtungsmissionen über Sydney. Ende Mai 1942 bereiteten die kleinen Aufklärer den (letztlich wenig erfolgreichen) Angriff von japanischen Klein-U-Booten auf den Hafen von Sydney vor. Darüber hinaus flogen E14Y Aufklärungsmissionen über Madagaskar (siehe hierzu Operation Ironclad) sowie über Neuseeland. Maschinen dieses Typs waren die einzigen japanischen Flugzeuge, die während des Krieges den Hafen von Auckland überflogen. Ab Anfang 1943 und bedingt durch die zunehmende alliierte Luftüberlegenheit, zumal die E14Y für alliierte Jagdflugzeuge ein leichtes Ziel darstellte, wurden die langsamen Aufklärer aus dem aktiven Dienst herausgelöst und die verbliebenen Muster zumeist nur noch zu Trainingszwecken eingesetzt.   

### Angriffe auf die Vereinigten Staaten
Das Muster war auch der einzige Flugzeugtyp der Achsenmächte, der das Gebiet der USA (die sogenannten Continental United States) bombardierte: Am 9. September 1942 warf eine vom U-Boot I-25 (Kaigun-Chūsa Tagami Meiji) vor der US-Westküste gestartete E14Y (Pilot Fujita Nobuo, Beobachter Okuda Shoji) über den Waldgebieten von Oregon, etwa 85 Kilometer östlich von Cape Blanco, zwei 76-Kilogramm-Brandbomben ab (um mit diesen Waldbrände auszulösen). Infolge feuchter Witterung blieb der Angriff allerdings folgenlos.
Am 29. September 1942 wiederholten Fujita und Okuda den Angriff und warfen erneut östlich von Cape Blanco zwei Brandbomben über dichtem Waldgebiet ab, wobei allerdings auch diese Attacke folgenlos blieb; eine Bombe verursachte zwar einen kleineren Brand, doch dieser erlosch von selbst noch ehe der United States Forest Service, der in erhöhter Alarmbereitschaft war, die Brandstelle erreichen konnte. Es handelte sich hierbei bis heute (2024) um den letzten direkten Luftangriff einer gegnerischen Militärmacht auf das Gebiet der Continental United States.

## Verbleibende Exemplare
Von der Yokosuka E14Y gibt es heute keine existierenden Exemplare mehr. Allerdings fanden Taucher im Jahr 2008 im Kwajalein-Atoll die mehr oder minder noch vollständigen Wracks von zwei E14Y. Die beiden Flugzeuge waren Teil der Ladung des 1944 gesunkenen japanischen Transportschiffes Akibasan Maru.  

## Technische Daten
| Kenngröße              | Daten der Yokosuka E14Y1                                           |
| ---------------------- | ------------------------------------------------------------------ |
| Spannweite             | 10,98 m                                                            |
| Länge                  | 8,54 m                                                             |
| Höhe                   | 3,80 m                                                             |
| Flügelfläche           | 20 m²                                                              |
| Leergewicht            | 1119 Kilogramm                                                     |
| Maximales Startgewicht | 1600 Kilogramm                                                     |
| Antrieb                | ein 9-Zylinder-Sternmotor Hitachi GK2 Tempu 12 mit 360 PS (265 kW) |
| Höchstgeschwindigkeit  | 246 km/h auf Meereshöhe                                            |
| Reichweite             | 880 Kilometer                                                      |
| Dienstgipfelhöhe       | 5240 m                                                             |
| Besatzung              | 2                                                                  |
| Bewaffnung             | ein 7,7-mm-Maschinengewehr, bis zu 160 Kilogramm Bombenlast        |